# Mahasena poliotricha
Mahasena poliotricha är en fjärilsart som beskrevs av George Francis Hampson 1910. Mahasena poliotricha ingår i släktet Mahasena och familjen säckspinnare. Inga underarter finns listade i Catalogue of Life.